# Отряд «Америка»: Всемирная полиция
«Команда Америка: Мировая полиция», также «Отряд „Америка“: Всемирная полиция» (англ. Team America: World Police) — полнометражный кукольный мультфильм в жанре комедийного боевика, снятый и спродюсированный авторами сериала «Южный Парк» Треем Паркером и Мэттом Стоуном совместно со Скоттом Рудином по сценарию Паркера, Стоуна и Пэм Брэди; главные роли в фильме озвучили Паркер, Стоун, Кристин Миллер, Масаса Мойо, Морис Ламарш, Дэран Норрис, Фил Хендри, Джереми Шада и Фред Таташор.
Куклы для фильма стилизованы под персонажей британского кукольного сериала 1960-х годов «Thunderbirds». В фильме продолжены традиции предыдущего полнометражного мультфильма той же команды, «Большой, длинный и необрезанный». Фильм содержит множество пародийных музыкальных номеров, а сюжет в целом представляет собой жёсткую пародию на американскую политику, борьбу с терроризмом и «насаждение» демократии. Кинокартина является также пародией на голливудские блокбастеры, его можно назвать кукольным вариантом фильмов в стиле Брукхаймера.

## Сюжет
Действие фильма начинается в Париже. «Команда Америка» — это несколько человек, которые занимаются освобождением мира от терроризма, попутно уничтожая основные культурные ценности — Эйфелеву башню, Лувр и Триумфальную арку. Террористы убиты, но один из них успевает застрелить жениха одного из членов команды — Лизы, — когда тот делал ей предложение.
В это время популярный актёр Гэри исполняет в мюзикле «Богема» песню «Everyone has AIDS» («У всех СПИД»). Многие поздравляют его с блистательной игрой; последним к нему подходит некий человек, которого Гэри принимает за продюсера. Однако на самом деле это Споттсвуд, руководитель и лидер «Команды Америка». Он предлагает Гэри стать членом команды — им нужен актёр. Тот сначала отказывается, но потом раздумья о цене свободы и симпатия, возникшая к Лизе, заставляют его согласиться.
Первое задание «Команда Америка» вместе с Гэри выполняют в Египте. Благодаря актёрским способностям Гэри, им удаётся проникнуть в логово террористов и войти к ним в доверие; однако позже всё заканчивается погоней и перестрелкой, в ходе которой Лиза спасает Гэри. Попутно оказываются уничтоженными египетские пирамиды и Сфинкс.
Команда празднует задание в захваченном баре террористов. Лиза говорит Гэри о своих чувствах; тот говорит, что тоже любит её, но она объясняет, что боится заводить отношения с членом команды. «Пообещай мне, что никогда не умрёшь, и я займусь с тобой любовью прямо сейчас», — говорит она. Гэри даёт обещание, и они занимаются сексом (это показано довольно подробно, несмотря на отсутствие у кукол каких-либо половых признаков).
По телевизору множество людей и организаций высказываются против деятельности Команды Америка. В частности, это Майкл Мур и «Партия исключительно даровитых актёров и режиссёров», в оригинале — «Film Actors Guild» (F.A.G). Увидев, что лидер партии и его любимый актёр Алек Болдуин высказывается против того, чем занимается «Команда Америка», Гэри решает уйти из команды, таким образом разрывая и отношения с Лизой. Ещё один человек, который хочет прервать деятельность «Команды Америка», — Ким Чен Ир, финансирующий террористов всего мира и мечтающий захватить Землю, но в душе — очень одинокий. Ким Чен Ир разрабатывает план по захвату Земли, для которого привлекает организацию "П. И. Д. А. Р." Он хочет собрать всех знаменитых актёров, а заодно — и лидеров всех стран мира к себе, в Корею на концерт, во время которого он активирует бомбы, заложенные во множестве стран. Тем временем ненормальный камикадзе Майкл Мур взрывает себя в штабе Команды Америка, где находятся Споттсвуд и их разумный суперкомпьютер I.N.T.E.L.L.I.G.E.N.C.E.
Пока Гэри тоскует по Лизе, «Команда Америка» отправляется на новое задание. Однако прямо во время полёта на вертолётах они начинают разбираться в запутанных и усложнённых уходом Гэри отношениях и в результате терпят неудачу, попадая в плен Ким Чен Иру. Гэри же решает навсегда бросить актёрскую профессию, уходит в запой, пока не встречает в баре человека, который помог ему прийти в себя. После этого Гэри осознаёт, что должен вернуться на помощь «Команде», и его очень долго рвёт.
Гэри прибывает в штаб «Команды» и обнаруживает Споттсвуда, однако тот ему не доверяет. Гэри хочет прийти на помощь «Команде», и Споттсвуд даёт ему последний шанс — Гэри должен сделать ему минет (он боялся этого, думая, что Споттсвуд — голливудский продюсер, во время их первой встречи). «Мы оба должны пройти через это испытание», — говорит Споттсвуд. Гэри делает это, и Споттсвуд начинает его тренировать, чтобы тот смог прийти «Команде» на помощь.
В это же время Ким Чен Ир начинает своё представление, куда действительно приехали члены "П. И. Д. А. Р." и лидеры стран мира. Команда Америка находится в заложниках, причём охраняют их сами голливудские актёры. Когда Гэри приходит им на помощь, те не склонны ему доверять; однако слова о минете, сделанном Споттсвуду, их полностью убеждают. Постепенно члены «Команды Америка» прорываются, убивая множество голливудских актёров, встающих у них на пути — некоторые из них притворяются также заложниками, но Гэри раскрывает «подделку», некоторые пытаются использовать восточные единоборства, некоторые напускают на «Команду» пантер — в этой роли в фильме выступают обычные чёрные кошки, относительно кукол выглядящие по размеру как гигантские пантеры. Постепенно освобождаются все члены «Команды Америка», кроме Лизы — её Ким Чен Ир отвёл в свою комнату, где находится кнопка, при нажатии на которую активизируются таймеры бомб по всему миру. Лиза не способна что-нибудь с этим поделать.
«Команда Америка» вместе с Гэри попадают на сцену, где как раз произносит речь Алек Болдуин. Гэри предстоит сложная задача — произнести речь, которая бы по уровню актёрской игры затмила Болдуина, любимого актёра Гэри. Однако он вспоминает поучения незнакомца из бара и произносит проникновенную речь, где сравнивает Команду Америка с членом, а Ким Чен Ира — с жопой. Все аплодируют, и таймер удаётся отключить в последнюю секунду. Ким Чен Ира убивают, однако из его головы вылезает таракан и улетает на летающей тарелке. Гэри и Лиза снова вместе, а Команда Америка готова к дальнейшему искоренению терроризма и несению демократии.

## Производство
Идея создания фильма возникла, когда Паркер и Стоун смотрели сериал «Тандербёрды: Международные спасатели» Джерри и Сильвии Андерсон по телевизору, скучая. Паркер отметил, что сериал не был ему интересен в детстве, потому что «диалоги был такими разъяснительными и медленными, и он не воспринимал их всерьёз». После этого они заинтересовались, кому принадлежат права на сериал и узнали, что Universal Studios снимает фильм «Предвестники бури», а режиссёром выступает Джонатан Фрейкс. «Мы сказали: "Что? Джонатан Фрейкс режиссирует кукол?", а потом мы узнали, что это была версия с актёрами и компьютерной графикой, и были разочарованы», — сказал Паркер.
17 октября 2002 года появились новости о том, что дуэт подписал контракт на создание фильма, а Стоун заявил, что это будет дань уважения Андерсону. Новость была подтверждена в июне 2003 года, когда Variety процитировал Стоуна, сказавшего: «То, что мы хотели, это сделать отсылку к этим супер значительным колоссальным боевикам, которые делает Джерри Брукхаймер».
До начала производства «Команда Америка» была поддержана в Paramount Pictures Скоттом Рудином, который был исполнительным продюсером предыдущего фильма Паркера и Стоуна «Южный Парк: Большой, длинный, необрезанный». После «хлопот» по производству фильма «Южный парк» Паркер и Стоун поклялись никогда не создавать еще один фильм. Другие руководители студии изначально не были в восторге от проекта: студия выступала за отсутствие политкорректности фильма, но была смущена использованием марионеток. Руководители сомневались, что смогут получить прибыль от кукольного фильма с рейтингом R, на что Паркер возразил, что аналогичные вещи были сказаны и о фильме «Южный парк», анимационном мюзикле с рейтингом R, который стал кассовым хитом. Том Фрестон, который был сопрезидентом Viacom, материнской компании Paramount, также поддержал фильм, чувствуя, что в портфеле Paramount должны быть и низкобюджетные фильмы, которые нравятся детям и молодым людям, особенно на фоне неудач студии с фильмами, ориентированными на взрослых, такими как «Степфордские жёны».  По словам Паркера и Стоуна, завоевать доверие руководства удалось после показа первых кадров фильма.

### Сценарий
Паркер, Стоун и Пэм Брэди , с которой они раньше работали, потратили почти два года на совершенствование сценария «Команды Америка». Для создания основы сюжета, они пересматривали и анализировали популярные боевики и фильмы-катастрофы, такие как «Чужой», «Лучший стрелок» и «S.W.A.T.: Спецназ города ангелов». Чтобы передать нюансы мимики и взгляда кукол, дуэт авторов вдохновлялся фильмом «Перл-Харбор», а Бена Аффлека рассматривали в качестве ролевой модели. Чтобы сформировать архетипических героев фильма (от истинно верного поневоле героя до парня, который продаёт своих друзей за большую славу), они изучали книги Джозефа Кэмпбелла. «С одной стороны, это большой шаг вперёд, — сказал Брэди. — Но с другой стороны, речь идёт о внешней политике». Первый черновик сценария был сдан задолго до войны в Ираке. Фильм высмеивает различных знаменитостей, многие из которых выступили против войны в Ираке в 2003 году. Брэди объяснила, что отношение к ним было вызвано её раздражением по поводу экранного времени, уделяемого знаменитостям в начале войны в Ираке, вместо экспертов по внешней политике.

### Съёмки
Центральную концепцию фильма было легче представить, чем реализовать. Состав команды, управляющей куклами, насчитывал около 200 человек, порой для манипуляций одной марионеткой привлекалось четыре человека. Дуэт авторов был вынужден постоянно переписывать сценарий уже во время производства из-за ограниченного характера кукол. 270 кукольных персонажей были созданы братьями Чиодо, которые ранее разрабатывали куклы для таких фильмов, как «Эльф» и «Динозавр». Команда костюмеров отвечала за создание более тысячи костюмов, которые выглядели реалистично и соответствовали единому стилю.
Производство началось 23 мая 2004 года. Проект несколько раз останавливали на ранних стадиях производства. Как только начались съёмки, Паркер и Стоун усердно пытались нащупать правильный комический тон; оригинальный сценарий фильма содержал гораздо больше шуток. После съёмок самой первой сцены они поняли, что их шутки не работают, а весь юмор исходит от марионеток. «Куклы, разыгрывающие шутки, — это не смешно», — обнаружил Стоун. — «Но когда вы видите кукол, разыгрывающих мелодраму, плюющихся кровью и рассказывающих о том, как их насиловали в детстве, это забавно». Съёмки велись тремя группами, снимавшими разные части фильма одновременно. Для некоторых сцен использовалось до пяти камер. Фильм был в основном основан на культовом классическом боевике 1982 года «Мегафорс», поклонниками которого были Паркер и Стоун. Многие идеи были буквально скопированы.
Реалистичность фильма достигалась кропотливой работой, отдельные кадры подвергались постоянным изменениям на протяжении всего процесса съёмок из-за одержимости Паркера и Стоуна деталями и мастерством. Например, крошечный Узи обошёлся в 1000 долларов, а линзы очков для персонажа Ким Чен Ира были изготовлены вручную. Создатели фильма пригласили три десятка кукловодов, но быстрых и простых съёмок всё равно не получалось — элементарный эпизод, где кукла просто выпивает, мог занять полдня работы. Паркер и Стоун согласились, что производство «Отряда "Америка"» это «самая сложная вещь, которую они когда-либо делали».
Вместо того, чтобы полагаться на компьютерные спецэффекты, добавленные в пост-продакшн, создатели фильма соперничали, чтобы запечатлеть каждый трюк в прямом эфире на плёнке. Паркер сравнивал создание каждого кадра со сложной математической задачей. Обозначенный крайний срок завершения фильма в конце сентября 2004 года сказался на обоих кинематографистах, как и различные трудности в работе с куклами. Стоун описал время работы над фильмом как «худшее время [моей] жизни», когда ему приходилось постоянно пить кофе для работы по 20 часов в день и снотворное, которое помогало вечером заснуть. Фильм едва был закончен к дате выхода 15 октября. На пресс-конференции в Лос-Анджелесе 5 октября журналистам показали только 20-минутную катушку с основными моментами, потому что к этому моменту финальные работы над картиной ещё не были закончены. Многие продюсеры фильма не видели его полностью и с озвучкой до самой премьеры.

### Вынужденные изменения
До того, как сцена была отправлена Американской ассоциации кинокомпаний, Паркер планировал «повеселиться», выйти за границы дозволенного, включив в фильм откровенную сексуальную сцену. Дуэт авторов предполагал, что пикантный фрагмент будет встречен критикой, но когда картине присвоили самый суровый рейтинг — NC-17, они были возмущены. В итоге оригинальная полутораминутная сексуальная сцена с Гэри и Лизой была сокращена до 50 секунд. Был удалён эпизод, где показаны две куклы, испражняющиеся друг на друга, которая была похожа на то, как дети играют с куклами, такими как Барби и Кен. Сцена кукольной любви претерпела по меньшей мере девять правок, которые были показаны Американской ассоциации кинокомпаний, прежде чем она признала её достаточно смягчённой, чтобы претендовать на рейтинг R. Паркер довольно жёстко противопоставил нежелание Ассоциации допускать сексуальную сцену их согласию с обилием насилия в фильме: «Тем временем мы берем других кукол и, знаете, сносим им головы, они покрыты кровью и прочим, и у Ассоциации не нашлось, что сказать по этому поводу». В дополнение к сексуальной сцене, Ассоциация также выступила против сцены, в которой куклу Ханса Бликса съедают акулы. Стоун и Паркер столкнулись с аналогичным конфликтом в их предыдущем фильме «Южный Парк: Большой, длинный, необрезанный» в 1999 году.
«Это было хождение взад-вперед по доске. Они сказали, что таких сцен быть не может, поэтому мы вырезали пару из них. Нам нравился фрагмент с "золотым дождём", но они сказали "нет" ему. Поэтому я просто доволен, что им приходится это смотреть. Серьезно, ты можешь себе представить, что получаешь видеокассету, на которой крупным планом изображен кукольный урод, и тебе приходится это смотреть?» — рассказывал Трей Паркер о противостоянии с Американской ассоциацией кинокомпаний.

## Сатира
В первую очередь сатирический посыл фильма построен на осмеянии американской политики по привнесению повсюду демократии и показушной борьбы с терроризмом: борцы с террористами в фильме не признают ни каких-либо ограничений, ни какой-либо осторожности, уничтожая случайными выстрелами памятники мировой культуры и кучу невинных людей. Абсурдной и глупой показана политическая активность голливудских звёзд, объединённых в ассоциацию, название которой и по-английски, и в русском переводе является просторечным обозначением гомосексуала. Также организация «Film Actors Guild» намекает на реальную организацию «Screen Actors Guild».
В сцене, когда Гэри играет в мюзикле Lease и поёт песню «Everyone Has AIDS» (У всех СПИД) и говорит о том, что все персонажи умерли от СПИДа, пародируется мюзикл Rent, где значительная часть персонажей страдает от СПИДа. Сам Гэри является пародией на Марка Коэна, главного героя мюзикла (в частности, он носит шарф, являющийся характерной чертой этого персонажа).
Кинодеятель Майкл Мур в фильме показан ненормальным камикадзе, которого суперкомпьютер характеризует как «гигантскую социалистическую крысу». Ранее один из создателей фильма, Мэтт Стоун давал интервью для фильма Мура «Боулинг для Колумбины». Тем не менее, в интервью он говорил о Муре: «Я действительно очень ненавижу этого парня».
Также в фильме пародируется этноцентризм американской аудитории. Когда в фильме показывается какое-либо место за пределами США, рядом с названием в титрах написано, на каком расстоянии в милях оно находится от Америки (реальные цифры соответствуют расстоянию до Нью-Йорка). Все характерные памятники в Париже и Каире расположены рядом. Корейский язык очень сильно упрощён и высмеян; кроме того, на концерте Ким Чен Ира звучит «North Corean Melody» (Северокорейская мелодия), представляющая собой соединение абсурдных слов (единственное, что можно распознать отчётливо — пение имени Ким Чен Ира, пародирующее его культ личности) со стереотипной азиатской мелодией. Среди стереотипов, касающихся Кореи, — и произнесение звука «Р» вместо «Л» (даже песня Ким Чен Ира «I’m So Lonely», «Я так одинок», в титрах и на саундтреке обозначена как «I’m So Ronery»). Упрощены и другие иностранные языки: французский сведён к нескольким фразам вроде «sacrebleu», на испанском звучит единственная фраза «no me gusta», арабский представлен как бесконечные комбинации из нескольких фраз — «derka», «jihad», «sherpa», «bakala», «Mohammed» и «Allah».
Ким Чен Ир не высказывал никакой реакции на своё осмеяние в «Команде Америка», однако после релиза фильма Северная Корея попросила Чешскую республику не допускать показа у них этого фильма.

## Сборы
«Команда Америка» неожиданно возымела крупный успех в американском прокате, собрав в США $12,1 миллиона в первый уикенд. В целом сборы по США ($30 миллионов за два месяца) составили значительную часть мирового сбора ($50,8 миллиона).
В российском кинопрокате демонстрировался в переводе Дмитрия "Гоблина" Пучкова.

## Пародии на знаменитостей
В фильме в виде кукол представлены следующие знаменитости: Майкл Мур, Алек Болдуин, Шон Пенн, Тим Роббинс, Хелен Хант, Джордж Клуни, Лив Тайлер, Мартин Шин, Сьюзан Сарандон, Джанин Гарофало, Мэтт Деймон, Сэмюэл Л. Джексон, Дэнни Гловер, Итан Хоук, Ким Чен Ир, Питер Дженнингс и Ханс Бликс. За исключением Дженнингса, все они погибают, как правило, довольно изощрённым и жестоким образом (Ханса Бликса съедают акулы, Майкл Мур взрывает себя в офисе Команды Америка, Сэмюэлу Л. Джексону сносят полголовы ударом ноги в технике кун-фу).
Реакция пародируемых была неоднозначной. Практически ни один из этих людей не озвучил себя сам. Ходили слухи, что Алек Болдуин высказывал интерес к озвучиванию своего персонажа и в целом нашёл проект «таким забавным». В 2008 году в видеоинтервью Time Болдуин рассказал, как одноклассники его дочери Айрленд цитировали ему фразу Ким Чен Ира: «Ты стоишь, Арек Баррвин» [так в оригинале]. Клуни и Деймон являются друзьями Паркера и Стоуна (Клуни даже озвучивал двух персонажей в «Южном Парке»). Позже Клуни сказал в интервью, что был бы обижен, если бы не появился в этом фильме. Дэймон первоначально должен быть обычным персонажем без психических отклонений, однако, когда Паркер и Стоун увидели, что кукла Дэймона вышла похожей на умственно отсталого, они сделали Дэймона отсталым, способным произносить только своё имя (как Тимми в «Южном Парке»). Когда его спросили о фильме в 2016 году, Дэймон заявил, что он был сбит с толку этим фильмом, учитывая, что он уже был известен как «сценарист и актер»: «Меня это всегда смущало, но я никогда не говорил об этом с Треем и Мэттом. Между прочим, я считаю, что эти двое — гении, и я не использую это слово легкомысленно. Я думаю, что они абсолютные гении, и то, что они сделали, потрясающе, и я их большой поклонник, но я никогда не понимал всего этого».
Шон Пенн, который изображается делающим диковинные заявления о том, каким счастливым и утопичным был Ирак до того, как появилась Команда Америки, отправил Паркеру и Стоуну гневное письмо с приглашением отправиться с ним в тур по Ираку, заканчивающееся словами «fuck you».
Ким Чен Ир, известный любитель кино, никогда публично не комментировал свой образ в фильме «Команда Америка: Всемирная полиция», хотя вскоре после его выхода Северная Корея попросила Чешскую Республику запретить фильм; страна отказалась, заявив, что северокорейцы получили отпор в своих попытках подорвать свободу Чешской Республики после коммунистической эпохи. Создатели фильма озвучили эту ситуацию в дополнительно изданном DVD и в шутку предложили ему спеть «I'm So Ronery» (песне из фильма, которую поёт Ким Чен Ир о чувстве одиночества в мире, потому что нет никого более великого, кроме него).
Майкл Мур изображен как толстый, поедающий хот-доги обжора, который становится террористом-смертником и убивает главных героев. Стоун объяснил причину такого образа в интервью MSNBC: «У нас очень специфические отношения с Майклом Муром, [...] Я дал ему интервью [в «Боулинге для Колумбины»], но он никак не охарактеризовал и не прокомментировал меня или мои слова. Но он сделал карикатуру [мультфильм под названием «Краткая история Соединенных Штатов Америки», анимированную и срежиссированную Гарольдом Моссом] сразу после этого интервью, что намекало на моё непосредственное участие в этом проекте». Позже, в другом интервью он добавил: «Это хороший урок того, что Майкл Мур делает в фильмах. Он не обязательно прямо говорит, что это то, что есть, но он создает смысл там, где его нет».
Также в одной из вырезанных сцен изображены Мерил Стрип и Бен Аффлек (причём с реальной рукой вместо кукольной головы).

## Саундтрек
К фильму был выпущен саундтрек, в который вошла значительная часть песен и инструментальных тем, попавших в фильм. Первоначально писать музыку к фильму должен был Марк Шейман, однако он ушёл из проекта после участия в написании только двух песен — «Everyone Has AIDS» и «Derka Derk (Terrorist Theme)». Поэтому в дальнейшем большую часть песен Трей Паркер писал самостоятельно, в том числе «Everyone Has AIDS», «Freedom Isn't Free», «America, Fuck yes», «America, Fuck Yes (Bummer Remix)», «Derka Derk (Terrorist Theme)», «Only a Woman», «I'm So Ronery», «The End of an Act», «Montage», «You Are Worthless Alec Baldwin» и «North Korean Melody». (согласно финальным титрам). В написании инструментальных тем Шеймана заменил Гарри Грегсон-Уильямс. Также в саундтрек вошли «Magic Carpet Ride» в исполнении Steppenwolf, «Battle Without Honor or Humanity» в исполнении Томоясу Хотея, «Forbidden Bitter-Melon Dance» в исполнении Джеффа Фаустмана, «Bu Dünyada Aşkından Ölmek» турецкого исполнителя Кубата.

## Критика и отзывы
На Rotten Tomatoes картина получила одобрение 77% пользователей на основе 198 обзоров и средний балл 7,00/10. Консенсус сайта гласит: «Команда Америки либо обидит вас, либо заставит смеяться без остановки. А вероятнее всего, сделает и то, и другое». На Metacritic у фильма оценка 64 из 100 на основе отзывов 38 критиков, что указывает на «в целом благоприятные отзывы». Зрители, опрошенные CinemaScore, дали фильму оценку «B» по шкале от A + до F.
Питер Трэверс из Rolling Stone похвалил фильм как «безжалостно искусный мюзикл, пробивную политическую пародию и самый горячий взгляд на голых марионеток». Кирк Ханикатт из The Hollywood Reporter писал: «Команда Америка: Всемирная полиция имеет такое же отношение к политическим комментариям как и приватный танец — к балету. Здесь нет места тонкости. Определив своей целью грубую, сквернословящую политическую сатиру повсюду — слева, справа и в центре — Трей Паркер и Мэтт Стоун подрывают терпение большей части мира, не говоря уже об эго многих голливудских личностей». Брайан Лоури из Variety положительно отозвался о сатире, сказав, что фильм «делает все возможное, чтобы разозлить всех — ликующе уничтожая известных голливудских либералов в прямом и переносном смысле», однако менее позитивно отзывается о других аспектах картины: «В целом, хитроумные визуальные фрагменты и забавные песни не полностью компенсируют множество плоских шуток или перегибов». Лоури похвалил музыкальное сопровождение, отметив, что оно «передаёт самые яркие моменты фильма», а также дизайн картины в целом, назвав его «настоящим техническим достижением, воссоздающим головокружительное количество декораций и костюмов в масштабе один к трём, который был создан профессионалами, явно получающим от этого массу удовольствия — вплоть до использования домашних кошек в качестве дублёров ужасающих пантер». Ричард Корлисс из Time также подчеркнул постановку картины: «Настоящий кайф заключается в великолепии и детализации производственного дизайна Джима Дульца и Дэвида Рокуэлла».
Ким Ньюман из Empire охарактеризовала картину как «фрагментарную комедию, которая больше жанровая насмешка, чем политическая сатира». Роджер Эберт поставил фильму 1 звезду из 4 и написал: «Меня оскорбило не столько содержание фильма, сколько его нигилизм», и раскритиковал такой подход фильма как «насмешку над всеми», сравнив его с «самоуверенным подростком, который выпил пару рюмок перед вечеринкой, на которой у него нет плана оскорбить кого-то конкретного, а только намерение быть настолько оскорбительным, насколько это возможно».
Современные и ретроспективные комментарии к фильму отмечают, что он направлен против милитаризма в Соединённых Штатах и мнения голливудских либералов. Дэвид Эдельштейн в рецензии для Slate назвал фильм «бомбой-вонючкой, брошенной в американское высокомерие и самонадеянный милитаризм». В The Village Voice Майкл Аткинсон писал: «Безумно похожий на тест Роршаха, фильм, похоже, прошёлся грязными ботинками по американскому милитаризму, а также голливудским либералам».
Онлайн-версия издания National Review включила картину в свой список «Лучших консервативных фильмов», определив для неё 24-е место. Брайан К. Андерсон написал: «Крайнее отвращение фильма к легкомысленной активности знаменитостей левого толка остается непревзойденным в популярной культуре». Политический и социальный обозреватель Эндрю Салливан считает фильм блестящим в его противопоставлении как левого, так и правого подходов к проблеме терроризма. Салливан (также поклонник Стоуна и других работ Паркера) популяризировал термин «республиканец из Южного парка», чтобы описать себя и других единомышленников — финансовых консерваторов / социальных либертарианцев. Сам Паркер является членом Либертарианской партии. Перед выходом фильма Мэтт Драдж и консервативная группа Move America Forward раскритиковали его за насмешки над борьбой с терроризмом.
Перед выходом фильма «Отряд "Америка"» «высокопоставленный чиновник администрации Буша» опубликовал заявления, осуждающие фильм. Узнав эту новость, дуэт авторов позвонил и обнаружил, что это был «младший сотрудник», что заставило Стоуна съязвить: «Кто это – младший или старший? О чем мы здесь говорим? Кто знает? Это мог быть уборщик». В конце концов авторы решили, что это бесплатная реклама, и их это устроило. Некоторые СМИ интерпретировали выход фильма 15 октября как показ перед ноябрьскими выборами. Паркер сказал, что дата выхода не имела никакого отношения к выборам, и дата была перенесена настолько, насколько это было возможно из-за задержек в производстве, и они должны были вернуться к работе над «Южным парком» к 20 октября. Создатель «Тандербёрды: Международные спасатели» Джерри Андерсон должен был встретиться с Паркером перед началом производства, но тот отменил её, признав, что Андерсону не понравились бы ругательства в фильме. Когда Андерсон посмотрел фильм, то сказал, что «в фильме есть хорошие, забавные моменты, но слова мне не понравились».
После выхода фильма на экраны Анвар Бретт из Би-би-си спросил у Мэтта Стоуна в интервью: «Среди людей, в которых вы целились своей сатирой в фильме нет Джорджа Буша. Как так вышло?» Стоун ответил: «Если вы хотите увидеть избиение Буша в Америке, долго искать не придется — пройдите около 10 футов. А нам с Треем интересно то, чего не делают другие. Честно говоря, это был бы просто не тот фильм, который мы хотели снять». В другом интервью Паркер и Стоун объяснили смысл концовки фильма, в которой видна попытка оправдать роль Соединённых Штатов как «мировой полиции»:
«Мы сами осознали этот момент в процессе съёмок фильма. И это было самым трудным. Нам хотелось разобраться с этим чувством ненависти к самим себе как к американцам. И нас самих интриговало, как Гэри, главный герой, справится с этими эмоциями. И вот, ему становится стыдно быть частью команды Америка и стыдно за себя. Он понимает, что из-за него убили его брата, но он стремился предотвратить это; он, конечно, придурок, но не подлец — такая роль и у Америки в этом мире. Это как копы, да, они придурки, ты, ненавидишь копов, но они всё равно нужны».